# Hutfabrik Paltim

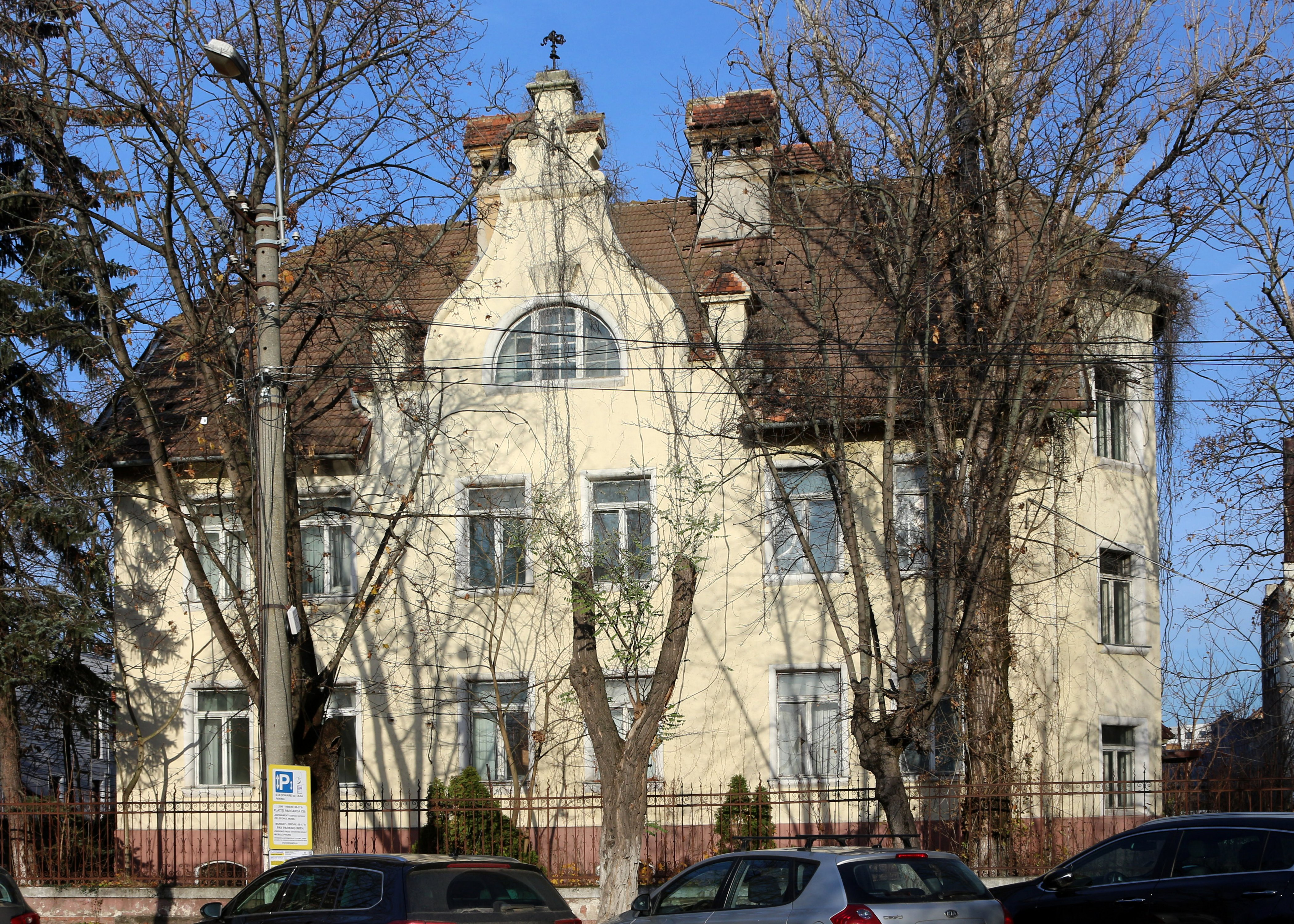
Ehemalige Hutfabrik Paltim

Die Hutfabrik PALTIM (volkstümlich Hutfabrik in der Josefstadt, rumänisch Fabrica de pălării din Iosefin, ungarisch Józsefváros Kalapgyár) war eine Fabrik zur Herstellung von Kopfbedeckungen in der Splaiul Nicolae Titulescu Nr. 5 im IV. Bezirk Iosefin (deutsch Josefstadt) der westrumänischen Stadt Timișoara (deutsch Temeswar), auf der rechten Seite der Bega. Das Gebäude steht unter Denkmalschutz.

## Geschichte
Die Hutfabrik wurde vermutlich in den Jahren 1882 bis 1899 gebaut, die Quellen in Bezug auf das Gründungsjahr variieren. Es werden die Jahre 1882, 1896 und 1899 genannt. Das Gründungskapital betrug 1,5 Millionen Kronen, wobei es dem Gründer der Firma PALTIM, Philip Lenstein, gelang, 600.000 Kronen österreichisches Kapital der Unternehmer Faller, Pieck und Riecken heranzuziehen. PALTIM war die erste Fabrik ihrer Art im Südosten Europas.
1900, als das Gebäude fertiggestellt wurde, begann die Produktion in der Hutfabrik. Schon bald nach der Gründung wurden 650 Dutzend verschiedene Kopfbedeckungen aus Baumwolle und 80 Dutzend aus Kaninchenfell als tägliche Produktionszahlen genannt. Die Fabrik verfügte über eine Dampfmaschine mit einer Leistung von 20 Pferdestärken. Die Zahl der Beschäftigten lag zwischen 480 und 500, von denen 70 % Frauen waren. Die Kopfbedeckungen wurden nach ganz Europa aber auch nach Nord- und Südamerika exportiert. Während des Ersten Weltkrieges fertigte PALTIM Hüte und Stiefel für das österreichisch-ungarische Militär. Den Arbeitern standen ein öffentliches Bad, eine Kantine und ein Aufenthaltsraum zur Verfügung.
Zur ursprünglichen Produktpalette kamen 1952 nach Investitionen in das Unternehmen zivile und militärische Barette hinzu. Die Fabrik war die einzige in Rumänien, die diese Produkte herstellte. 1972 begann PALTIM zusätzlich mit der Produktion von Schutzhelmen. Zwischen 1948 und 1990 wurde das Unternehmen verstaatlicht, ging aber 1990 wieder in Privateigentum über. Der Privatisierungsprozess wurde im Jahr 1995 mit einem Grundkapital von 3.754.754.000 Lei erworben. Ein Teil des Unternehmens wurde von der Gewerkschaft der Beschäftigten übernommen.
Im Jahr 2006 wurden über 60 % der Unternehmensanteile von SC „Romarta“ SA aus Bukarest übernommen. Im selben Jahr wurde der letzte Hut produziert, bevor die letzten 140 Arbeiter die Fabrik im folgenden Jahr verließen. Zuletzt erzeugte sie Hüte und Mützen aus Wolle, Baumwolle und Hasenhaar, zivile und militärische Barette, Hüte aus Thermoplast, Handschuhe und Schals aus verschiedenen Geweben.
Später folgte die Übernahme durch einen amerikanischen Immobilien-Investmentfonds. Heute wird die Fabrik von Künstlern als Atelier und Begegnungsstätte genutzt.

### Filiale in Periam
Neben der Hutfabrik in Timișoara produzierte von 1892 bis in die Nachkriegszeit eine weitere Hutfabrik in dem circa 40 Kilometer nordwestlich gelegenen Periam. 1865 stellte der Hutmacher Johann Wohl die ersten Hüte in Perjamosch her. In den darauffolgenden Jahren legte Johann Rudach den Grundstein der hiesigen Hutfabrik. 1892 begann die Hutfabrik die Produktion. Hauptaktionär war Ioan Korber. Hier wurden unter anderem die Hutmarke Korber unter dem Namen Lux Periam gefertigt. Im Zuge der Unternehmenskonzentrationen in der zweiten Hälfte der sozialistischen Ära wurde sie als Filiale dem Werk in Timișoara zugeordnet.
Die Produktion hier wurde Ende 1996 eingestellt, aber im April 1997 wieder aufgenommen. Am 1. August 2006 wurde die Fabrik geschlossen.

## Filmografie
- Fabrica de palarii - Timișoara (1921)